# Cândido José Xavier
Cândido José Xavier Dias da Silva (Lisboa, 11 de Março de 1769 — Lisboa, 15 de Outubro de 1833), mais conhecido por Cândido José Xavier, estadista, oficial do Exército Português e secretário particular de D. Pedro IV, que se celebrizou nas guerras liberais. Ocupou em 1833, por duas vezes, o lugar de Ministro e Secretário de Estado dos Negócios do Reino, cargo equivalente ao do actual Primeiro Ministro, no governo da regência liberal. Tinha feito parte da Legião Portuguesa que combateu integrada nos exércitos de Napoleão Bonaparte na Batalha de Wagram e na Batalha de Borodino e integrou a força de invasão do general André Masséna em Portugal. Por essa razão, durante a     Setembrizada, o Conselho de Regência condenou-o à morte por traição. Aderiu à causa liberal com D. Pedro IV, celebrizando-se durante as guerras liberais. Era um destacado membro da Maçonaria.

## Biografia

### Origens (1769-1788)
Seu pai, ou que era havido como tal, chamava-se Alberto Dias da Silva e exerceu por muitos anos a profissão de alveitar, tendo o seu estabelecimento no Pátio do Duque, junto ao Rossio, em Lisboa. Sua mãe, era Francisca Xavier, doméstica. Haviam casado em 1757.
Cândido José Xavier nasceu na actual Rua do Arco da Graça, freguesia do Socorro, em Lisboa, a 11 de Março de 1769, sendo baptizado a 6 de Abril.

### Real Colégio da Vila de Santarém e Academia de Humanidades de Lisboa (1788-1808)
Embora não se conheçam as particularidades da vida Cândido José Xavier nos seus primeiros anos, sabe-se que tinha uma notável cultura clássica e grande queda para as letras. Iniciou a sua vida como professor de humanidades e retórica no Real Colégio da Vila de Santarém, onde se notabilizou pela ilustração e se estreou como poeta.
Sinal dessa notoriedade é a participação de Cândido José Xavier, por volta de 1788, na fundação da Academia de Humanidades de Lisboa, que era protegida pelo poder como se deduz pela atribuição de uma sede na secretaria do Senado de Lisboa. Esta instituição terá tido uma actividade restrita, de acordo com as fontes hoje existentes: realizou uma sessão fúnebre, aquando do falecimento prematuro do príncipe do Brasil e herdeiro do trono, D. José, irmão do futuro D. João VI, e publicou os poemas nela recitados, da autoria de Manuel Franco de Sequeira, Luís Correia de Amaral e França, Belchior Manuel Curvo Semedo e Domingos Maximiano Torres, bem como  um elogio histórico do padre José Manuel de Abreu e Lima. Lutas internas, como era comum nas academias de literatos, conduziram à sua rápida desintegração, desaparecendo por volta de 1790. Apesar da sua efemeridade, abriu caminho para o renascer da Arcádia Lusitana, que extinta em 1774, que ressurgiu, agora apelidada de Academia das Belas-Letras de Lisboa.
Em 8 de Agosto de 1801, casou, na Igreja de Santa Isabel, em Lisboa, com D. Maria José Sacoto Lavareda Enserrabodes, de Vila Franca de Xira, filha de José António da Silva Lavareda e de D. Catarina Antónia Baracho Sacoto Enserrabodes.

### Vida militar (1808-1828)
Embora tendo origens humildes, mas tendo adquirido bastante instrução e granjeado a estima de vários fidalgos, foi empregado na secretaria de um general e passando depois às fileiras. Era já sargento-mor do Estado-Maior quando em princípios de 1808 o general francês Jean-Andoche Junot, que comandava as forças napoleónicas que ocupavam Portugal dissolveu o Exército Português e formou com parte dele a Legião Portuguesa, que foi enviada para França. Cândido José Xavier fez parte dessas forças.
Na Legião Portuguesa, Cândido José Xavier foi chefe de batalhão de tropas ligeiras no 1.º Regimento de Infantaria, mantendo-se nesse posto até ser ferido na Batalha de Wagram, ocorrida nos dias 5 e 6 de Julho de 1809, passando a noite no campo entre mortos até ser transportado no dia imediato para o hospital de campanha instalado em Viena, 15 km a sudoeste do campo de batalha. Por esse acto e pela sua conduta no combate, foi feito major do 4.º Regimento de Infantaria da Legião Portuguesa, mantendo-se em campanha ao lado das forças de Napoleão Bonaparte.
Em princípios de Agosto de 1810 recebeu ordem, assim como outros oficiais portugueses, para se apresentarem no quartel-general de André Masséna a fim de se incorporar nas forças colocadas sob o comando daquele general. Em consequência participou na terceira invasão de Portugal pelos exércitos de Napoleão, conduzida no Verão e Outono de 1810 pelo general André Masséna. Nesse mesmo ano, por decreto do Conselho de Regência, foi condenado à morte por colaboracionismo.
Retirando para França com os exércitos napoleónico na última fase da Guerra Peninsular, Cândido José Xavier acabou sendo integrado nas unidades francesas que foram enviadas para a frente leste, participando na invasão da Rússia. Foi assim que a 7 de Setembro de 1812 participou na Batalha de Borodino, às portas de Moscovo, a maior e mais sangrenta batalha de todas as Guerras Napoleónicas.
Terminada a guerra, mas estando condenado à morte por traição em Portugal, permaneceu exilado em França. Estando em Paris em 1818 foi um dos fundadores e mais assíduos colaboradores dos Annaes das sciencias, letras e artes, periódico fundado naquela cidade pelo desembargador José Diogo de Mascarenhas Neto, correio-mor e vereador do Senado de Lisboa. Publicou ali múltiplos artigos, alguns de grande qualidade científica, assinados com as iniciais do seu nome C. X., o que muito contribuiu para dar ao seu autor reputação de homem de letras e de partidário decidido das ideias e princípios liberais.
A Revolução de 1820, anulando as sentenças que tinham sido dadas contra ele e contra os outros portugueses que estavam em idênticas circunstâncias, permitiu-lhe regressar a Portugal, e vindo em companhia do general Manuel Inácio Martins Pamplona Corte Real, mais tarde 1.º conde de Subserra. Logo que este entrou no ministério, como Ministro da Guerra, Cândido José Xavier foi reintegrado no posto de sargento-mor, que tinha quando saiu de Portugal, e nomeado chefe da 1.ª Direcção do Ministério da Guerra.
A 13 de Outubro de 1821, em consequência da exoneração do general Pamplona, foi encarregado interinamente do expediente e despacho dos negócios pertencentes àquele Ministério. A 31 de Dezembro de 1821 foi nomeado Ministro efectivo daquela repartição, cargo que exerceu até 12 de Novembro de 1822, tendo igualmente servido de Ministro da Marinha e Ultramar de 18 de Junho a 29 de Agosto de 1822, e de Ministro dos Negócios Estrangeiros de 10 de Maio a 12 de Junho do mesmo ano de 1822.
Em Dezembro de 1822 foi nomeado subdirector do Colégio Militar e, em 1823, levantando-se nas Cortes vozes desfavoráveis a esse estabelecimento, foi incumbido de o reformar. Por morte do marechal António Teixeira Rebelo, ocorrida em 1825, Cândido José Xavier, então tenente-coronel, assumiu a direcção do estabelecimento, cargo que formalmente manteria até 1828.
Apesar de se manter como director do Colégio Militar, quando Ministro da Guerra de então, João Oliveira e Daun, o futuro marechal Saldanha, esteve doente, e enfermando também José Bernardino de Portugal e Castro, o 5.º marquês de Valença, que o estava substituindo, foi Cândido José Xavier chamado a tomar conta interinamente dessa pasta. Nomeado em 9 de Janeiro de 1827, nela se manteve até ao restabelecimento do general Saldanha, em princípios de Maio. Fez assim parte do governo da regência de D. Isabel Maria de Bragança.
Deixando o poder no princípio de Maio, voltou depois em Setembro desse mesmo ano a reassumir a pasta da Guerra, que conservou até que o infante D. Miguel, tendo assumido o poder, organizou novo ministério a 26 de Fevereiro de 1828.

### Revolta Liberal (1828-1833)
Estreitamente conotado com o liberalismo, exilou-se logo para Inglaterra, aí viveu obscuramente, até que rebentado em Maio uma sublevação pró-liberal no Porto e organizando-se a expedição do vapor Belfast para trazer figuras sonantes do liberalismo que a reforçassem, foi Cândido José Xavier um dos emigrados que acompanharam Pedro de Sousa Holstein, o futuro 1.º duque de Palmela, na célebre Belfastada, sendo por isso segunda vez condenado à morte.
Retirando-se novamente para Inglaterra em consequência do triste resultado daquela revolução, foi nomeado chefe do depósito de emigrados em Plymouth e, com razão ou sem ela, o acusaram de ter sido odiosamente injusto no modo porque repartia os subsídios, concedendo aos seus amigos e protegidos grossas quantias, ao passo que aos outros dava uma insignificância.
Esta desigualdade deu origem a muitas sátiras em verso e em prosa, entre as quais se notam principalmente as conhecidas Noites do Barracão, e a tal ponto chegou a disputa que foi preciso remover Cândido Xavier desse cargo, substituindo-o pelo general Tomás Guilherme Subbs.
Durante a sua estadia em Paris iniciou-se na Maçonaria, vindo a fazer parte do Grande Oriente Lusitano, integrando-se na loja Defensores da Liberdade, pelo menos entre 1832 e 1834.
Passando depois a Paris, relacionou-se ali intimamente com D. Pedro IV, que lhe tomou grande afeição e o escolheu para seu secretário particular, fazendo-o brigadeiro graduado e seu ajudante-de-campo. Acompanhando desde então o duque de Bragança, teve grande influência no ânimo do príncipe. Em consequência foi nomeado Ministro e Secretário de Estado dos Negócios do Reino da regência liberal, então o equivalente a Primeiro Ministro, a 12 de Janeiro de 1833, exercendo o cargo até a 26 de Março de 1833, data em que é substituído por Luís da Silva Mouzinho de Albuquerque.
Exonerado Mouzinho de Albuquerque, volta à pasta do Reino em 21 de Abril de 1833, a qual acumula com a pasta dos Negócios Estrangeiros a partir de 26 de Julho do mesmo ano, mantendo estes cargos até ao seu falecimento.
Faleceu em Lisboa, de apoplexia, em 15 de Outubro de 1833, ocupando então os cargos de Ministro e Secretário de Estado dos Negócios do Reino e de Ministro e Secretário de Estado dos Negócios Estrangeiros. Era também do conselho de el-rei D. João VI de Portugal e sócio da Academia Real das Ciências de Lisboa.

## Obra e Legado
Cândido José Xavier deu-se também na sua mocidade ao cultivo da poesia, tendo saído a público alguns versos seus. É também autor de um catálogo bibliográfico, feito em 1831, que inclui 389 obras dos séculos XVII a XIX, nacionais e estrangeiros, predominantemente sobre engenharia e assuntos militares.
Inocêncio Francisco da Silva, no Dicionário Bibliográfico Português, diz o seguinte a seu respeito: Os actos do seu ministério e vida pública foram muito diversamente avaliados pelas diferentes parcialidades políticas, entre as quais contava igualmente bom número de amigos dedicados e de adversários implacáveis. O que ninguém poderia negar-lhe era instrução não vulgar e muita actividade nas coisas a seu cargo.
Nas palavras, pouco lisonjeiras, de Oliveira Martins, Cândido José Xavier tinha a astúcia e com ela a tenacidade dos ambiciosos e a impertinência própria dos caracteres subalternadamente dominadores, afirmando que, apesar de António José de Sousa Manoel de Menezes Severim de Noronha, o marquês de Vila Flor, ser o general comandante das forças liberais, o general e verdadeiro ministro era de facto Cândido José Xavier que, sob o título de ajudante-de-campo do Regente, mandava, fazendo crer a D. Pedro que só lhe obedecia.
Obras publicadas:
- Sessão academica no faustissimo nascimento da Serenissima Senhora Infanta D. Maria Isabel, celebrada no Real Collegio da villa de Santarem, Lisboa, 1799 (contém poemas da sua autoria).
- Do ensino mutuo, chamado de Lancaster, in Annaes das Sciencias, Letras e Artes, tomo II, parte I, pág. 1 a 40, Paris.
- Sobre as «Cartas portuguezas de D. Jeronymo Osorio» publicadas em Paris por Veríssimo Álvares da Silva, in Annaes das Sciencias, Letras e Artes,  tomo IV, parte I, pág. 139 a 160, Paris.
- Sobre a traducçâo em portuguez dos livros de «Re rustica» de Colmella, por Fernão de Oliveira, in Annaes das Sciencias, Letras e Artes, tomo IV, parte II, pág. 3 a 13, Paris.
- Acerca do «Ensaio histórico sobre a origem e progressos das Mathematicas em Portugal por F. de B. Garção Stockler», in Annaes das Sciencias, Letras e Artes, tomo V, parte I, pág. 138 a 156, Paris.
- Dos progressos do ensino mutuo em 1818 nos paizes das diferentes partes do mundo, e das novas escolas do ensino mutuo em Portugal, in Annaes das Sciencias, Letras e Artes, tomo VI, parte I. pág. 53 a 79 e no tomo X. parte I, pág. 89 a 105, Paris.
- Acerca do «Leal Conselheiros de El-Rei D. Duarte, e do «Livro da Ensenança de bem cavalgar», in Annaes das Sciencias, Letras e Artes, no tomo VIII, parte I, pág. 3 a 35, e tomo IX, pág. 92 a 127, Paris.
- Sobre as «Georgicas Portuguezas» de Luiz da Silva Mousinho e Albuquerque, in Annaes das Sciencias, Letras e Artes, tomo IX parte I, pág. 3 a 25, Paris.
- Reflexões acerca da obra que tem por titulo «Coup d'oeil sur Lisbonne et Madrid, escripta por Mr. d'Montefort, e publicada em Paris no mez de maio do corrente anno, in Annaes das Sciencias, Letras e Artes, tomo X, parte I, pág. 3 a 32, Paris.
- Considerações sobre a Statistica, in Annaes das Sciencias, Letras e Artes, no tomo X, parte I, pág. 134 a 172, Paris.
- Catálogo da Livraria de Cândido José Xavier, Lisboa, 1831.